# ÍF Völsungur
El ÍF Völsungur es un equipo de fútbol de Islandia que juega en la 2. deild karla, la tercera división nacional.

## Historia
Fue fundado el 12 de abril de 1927 en la ciudad de Húsavík como un equipo multideportivo, aunque fue hasta 1933 que admitieron mujeres en el club donde destacan las secciones de Fútbol tanto masculino com femenino.
La mejor época del club ha sido a finales de los años 1980 en donde jugaron en la Urvalsdeild Karla por dos temporadas consecutivas en 1987 y 1988 luego de ser campeón de la segunda división.

## Palmarés
- 1. deild karla (1): 1986
- 2. deild karla (6): 1968, 1971, 1979, 1995, 2003, 2012
- 3. deild karla (1): 2009